# 妖魔の森の家
『妖魔の森の家』（ようまのもりのいえ、 The House in Goblin Wood  ）は、1947年に発表されたディクスン・カーの短編推理小説。ヘンリー・メリヴェール卿の登場する最初の短編。イギリスでの初出は『ザ・ストランド』誌（The Strand）1947年11月号、アメリカでの初出はカーター・ディクスン名義で『エラリー・クイーンズ・ミステリ・マガジン（EQMM）誌 1947年11月号。
『EQMM』誌の第2回短編コンテストでエラリー・クイーンから特別功労賞を贈られ、初掲載時には編集長のフレデリック・ダネイから「探偵小説の理論と実践に関するほぼ完璧なお手本だ」とのコメントが付けられた。
日本版『EQMM』誌創刊号には江戸川乱歩による翻訳『魔の森の家』が掲載された。

## あらすじ
ヘンリー・メリヴェール卿（H・M）は、イーヴとウィリアムという若い恋人たちからピクニックに誘われる。
参加者はヴィッキーを加えた4名。大きなバスケットに料理や食器を詰めて、一行がドライブで向かった先は、20年前にヴィッキー失踪事件の舞台となった「妖魔の森（Goblin Wood）」にあるアダムズ家の別荘だった。
当時少女だったヴィッキーは厳重に鍵のかかった屋敷から煙のように消え失せ、1週間後に同じく施錠された屋敷内に戻ってきた。彼女は、自分は非物質の世界に踏み込んだのだと語り、神隠しだと世間の脚光を浴びた。そのせいかわがままに育ったヴィッキーは、自然と男性に媚態を示すような言動を繰り返す女性になっていた。
ピクニックの最中、ヴィッキーとウィリアムが屋敷に入り、外で待つH・Mにイーヴはヴィッキーが自分の許嫁に横恋慕しているのではないかと不安を打ち明ける。なかなか戻ってこない二人に妙な不安を感じていると、屋敷の裏手からウィリアムが現れる。屋敷に入ってすぐに、ヴィッキーから裏の森で野イチゴを摘んでくるように頼まれたのだという。そしてヴィッキーは内側から施錠された屋敷から再び忽然と姿を消した。
H・Mは元々設けられていた窓枠の仕掛けを見破って20年前の失踪事件の真相を看破するが、その仕掛けは既に無効にされていた。
ではヴィッキーはどこに消えたのか？

## 主な登場人物
- ヴィッキー・アダムズ - 20年前、12 - 3歳だった頃、密室だった屋敷から姿を消し、1週間後に同じく密室だった屋敷の中に戻ってきた。
- イーヴ・ドレントン - 20代後半。ヴィッキーのいとこ
- ウィリアム（ビル）・セイジ - 30代前半。外科医。イーヴの婚約者
- ヘンリー・メリヴェール卿（H・M） - 名探偵
- マスターズ主任警部 - 20年前、ヴィッキー失踪事件を担当した警察官。H・Mの友人

## 日本語訳
- 「魔の森の家」（江戸川乱歩訳）
  - 『日本版エラリイ・クイーンズ・ミステリ・マガジン』創刊号、1956年7月。
  - 『ミステリマガジン』第400号、1989年8月。
  - 『世界ミステリ全集 18 37の短篇』早川書房、1973年。
  - 『復刻 エラリイ・クイーンズ・ミステリ・マガジン No.1-3』早川書房、1995年。 ISBN 4-15-207954-1
  - 『51番目の密室』早川書房〈ハヤカワ・ミステリ 1835〉、2010年。 ISBN 978-4-15-001819-1
- 「妖魔の森の家」（宇野利泰訳）
  - 江戸川乱歩編『世界短編傑作集 5』東京創元社〈創元推理文庫〉、1961年。 ISBN 4-488-10005-8
  - 『カー短編全集2 妖魔の森の家』東京創元社〈創元推理文庫〉、1970年。 ISBN 4-488-11802-X
  - 綾辻行人編『贈る物語 Mystery』光文社、2000年。 ISBN 4-334-92376-3 光文社文庫、2006年。ISBN 4-334-74143-6
  - 江戸川乱歩編『世界推理短編傑作集 5』東京創元社〈創元推理文庫〉、2019年。 ISBN 978-4-488-10011-7